# Корсо-ди-Порта-Романа
Корсо ди Порта Романа (Corso di Porta Romana) — радиальная улица в Милане, начинающаяся на площади Миссори (Piazza Missori) рядом с площадью Дуомо (Piazza del Duomo) и заканчивающаяся на площади Медалье д’Оро (Piazza Medaglie d’Oro) у древних ворот Порта Романа. Считающийся одной из самых элегантных улиц в Европе, Корсо ди Порта Романа — это улица в Милане, где живет дизайнер Миучча Прада (итал. Miuccia Prada) со своей семьей в Палаццо Прада на Корсо ди Порта Романа, 91.

## История
Эта улица является одной из старейших в историческом центре Милана и соответствует древнему decumano (Декуманус Максимус) города Медиоланум. В римскую эпоху, помимо римских ворот Порта Романа, существовала Via Porticata, монументальная дорога, представлявшая собой грандиозный вход для тех, кто приезжал из Рима по via Mediolanum-Placentia..
В IV веке была проведена масштабная реконструкция будущей Корсо ди Порта Романа. За городскими стенами была построена улица протяжённостью в 600 м с портиком и Почётной аркой (Arco Onorario), первым, что видели путешественники, прибывающие из Рима. Дорога была вымощена, имела в ширину девять метров, боковые кирпичные портики имели помещения, возможно, торговые лавки. 
Большое количество обнаруженных здесь мелких обломков штукатурки с росписью указывает на то, что помещения были украшены фресками. Согласно дошедшим до нашего времени сведениям, параллельно дороге была проложена канализация в которую сбрасывались сточные воды из помещений портиков. Улица с портиками заканчивалась мраморной аркой, которая носила название Арка Януса или Триумфальная. Предполагается, что она находилась в том месте, где теперь пересекаются улицы Порта Романа, Ламармора и Вигентина.
В настоящее время считается, что реконструкция была проведена по инициативе императора Грациана, который в 381 г. н. э. устроил в Милане свою резиденцию.
На протяжении длительного времени улица была центром городской жизни Милана, здесь размещались резиденции высшего дворянства Милана. К концу XVIII века с развитием других районов города и появлением новых кварталов, улица уже не воспринималась как центральная.

## Транспорт
На улице Корсо ди Порта Романа расположены следующие станции Миланского метрополитена:
- Миссори
- Крочетта
- Порта Романа
- Санта София